# Dzongsar Jamyang Khyentse Rinpoche

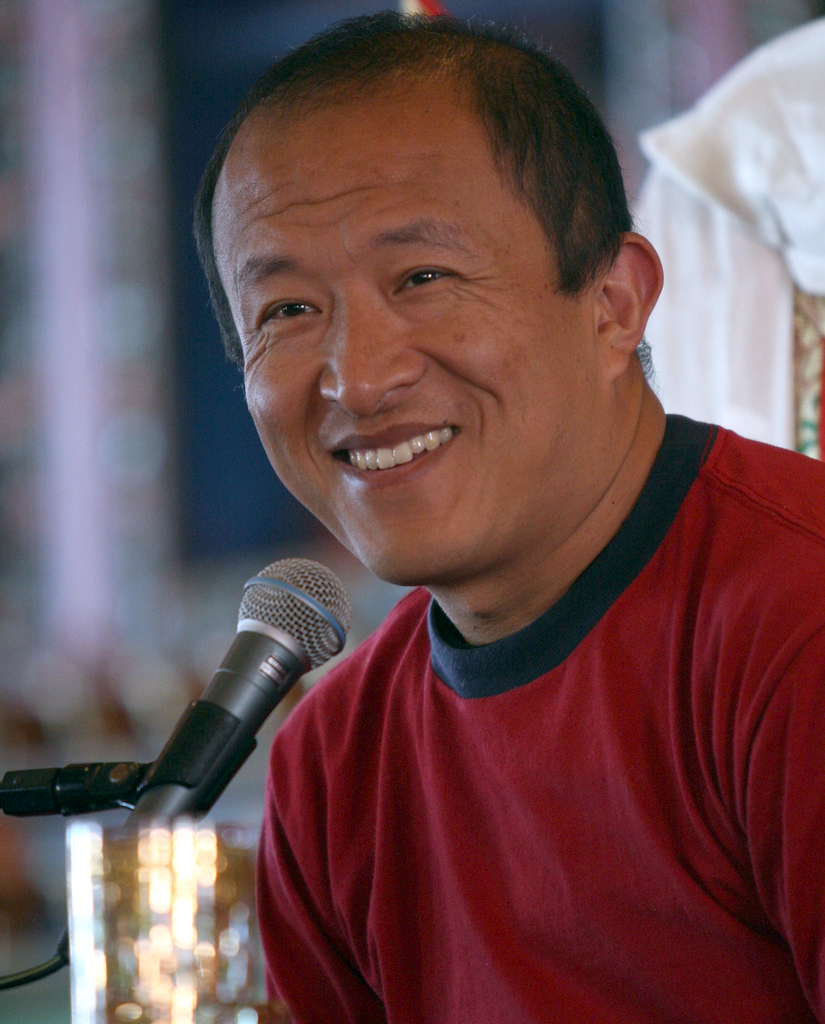
Khyentse Norbu

Dzongsar Jamyang Khyentse Rinpoche (* 18. Juni 1961 in Bhutan), auch bekannt unter dem Namen Khyentse Norbu, ist ein bhutanisch-tibetischer buddhistischer Lehrer (Lama), Filmregisseur und Autor. Er wurde als Hauptinkarnation der tibetischen Khyentse-Stammlinie anerkannt.
Nebst einer Ausbildung in allen Hauptschulen des tibetischen Buddhismus studierte er in den USA Politik und Filmwissenschaft. Er war Berater des italienischen Regisseurs Bernardo Bertolucci, als dieser den Film Little Buddha drehte. 1999 hatte er sein Filmdebüt mit Spiel der Götter, dem ersten bhutanischen Spielfilm. 2003 erschien sein zweiter Film, Von Reisenden und Magiern.
2018 äußerte er sich im Zuge um den Missbrauchsskandal von Sogyal Lakar in einem offenen Brief.

## Ehrungen
- 2023 Ehrendoktor der SOAS University of London

## Werke (Auswahl)
- Dzongsar Jamyang Khyentse: Weshalb Sie kein Buddhist sind. Windpferd, Aitrang 2007, ISBN 978-3-89385-545-2.
- Dzongsar Jamyang Khyentse: Was mache ich auf Pilgerreisen zu den heiligen buddhistischen Stätten in Indien? Manjughosha Edition, 2010, ISBN 978-3-9812827-4-0.
- Dzongsar Jamyang Khyentse: Es geht nicht um Glück. Ein Leitfaden für die sogenannten „Vorbereitenden Übungen“. Manjughosha Edition, 2013, ISBN 978-3-9815371-2-3.
- Dzongsar Jamyang Khyentse: Einführung in den Mittleren Weg. Manjughosha Edition, 2015 ISBN 978-3-9815371-4-7.
- Dzongsar Jamyang Khyentse: Der Guru trinkt Schnaps?. Manjughosha Edition, 2017 ISBN 978-3-945731-17-8.
- Dzongsar Jamyang Khyentse: Leben ist Sterben – Wie wir uns auf das Sterben, den Tod und darüber hinaus vorbereiten können. Manjughosha Edition, 2019 ISBN 978-3-945731-25-3.